# Kipchoge Keino
Kipchoge Keino, född 17 januari 1940 i Kipsamo i distriktet Nandi i västra Kenya, är en kenyansk före detta friidrottare.

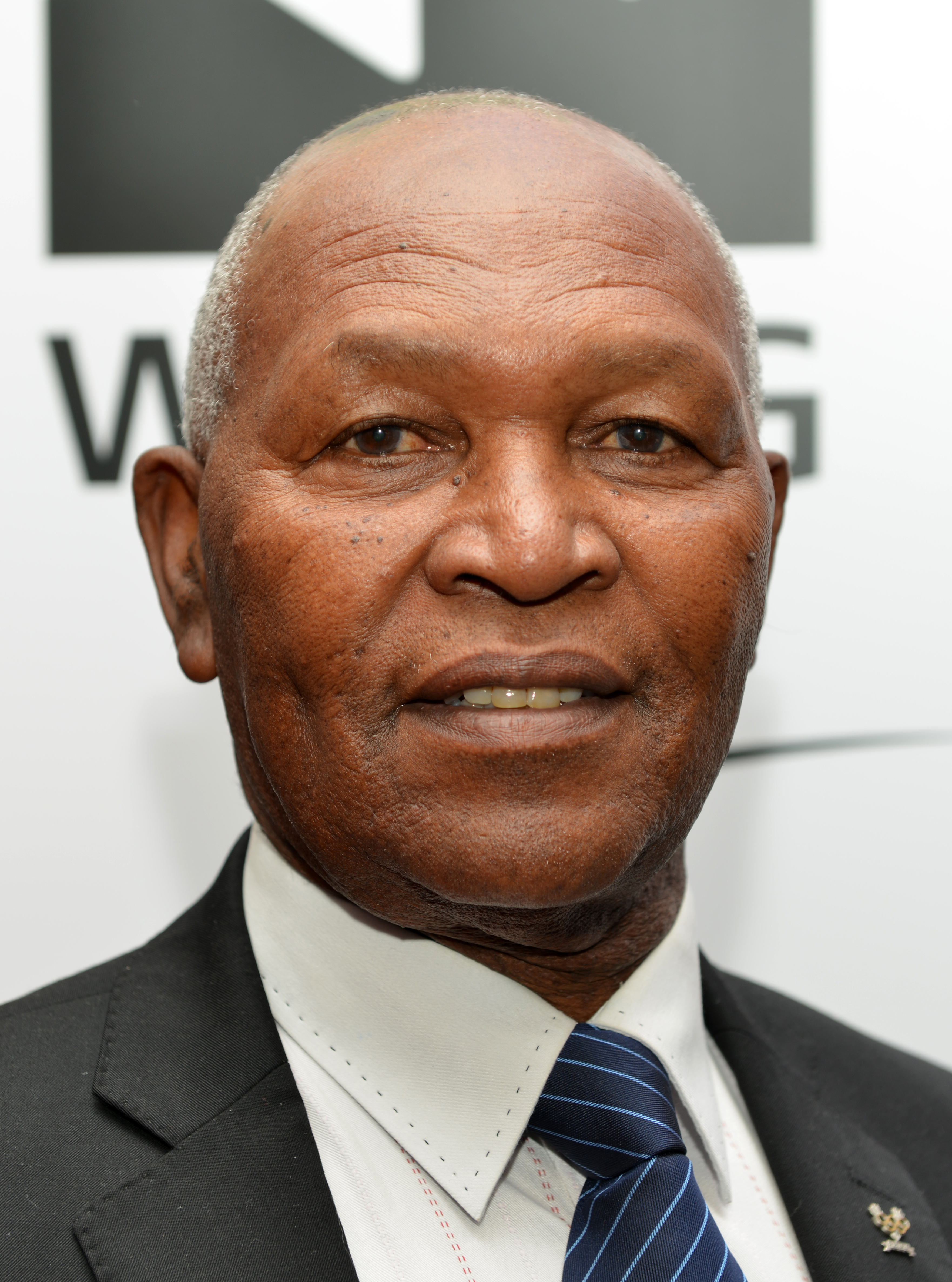
Kipchoge Keino 2014

Keino blev olympisk mästare på 1500 meter vid sommarspelen 1968 i Mexico City och på 3 000 meter hinder vid sommarspelen 1972 i München.